# (40) Гармония
(40) Гармония (лат. Harmonia) — астероид главного пояса, который принадлежит к светлому спектральному классу S. Он был открыт 31 марта 1856 года немецким астрономом Германом Гольдшмидтом с помощью 4-дюймового телескопа, расположенного на шестом этаже его квартиры в Латинском квартале Парижа, и назван в честь древнегреческой богини согласия Гармонии, дочери Ареса и Афродиты. Название было выбрано в ознаменование  окончания Крымской войны 1853—1856. 

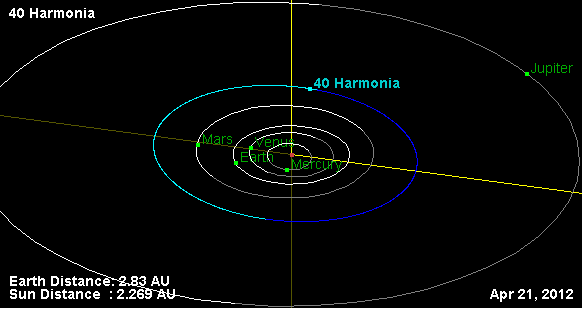
Орбита астероида Гармония и его положение в Солнечной системе